# الجامعة الوطنية (أكاديمية كييف موهيلا)
الجامعة الوطنية (أكاديمية كييف موهيلا) مؤسسة تعليم عالي أوكرانية، (بالأوكرانية: Національний університет «Києво-Могилянська академія») هي جامعة تقع في كييف عاصمة أوكرانيا. أُسِّسَت هذه الجامعة في سنة 1615